# 集団

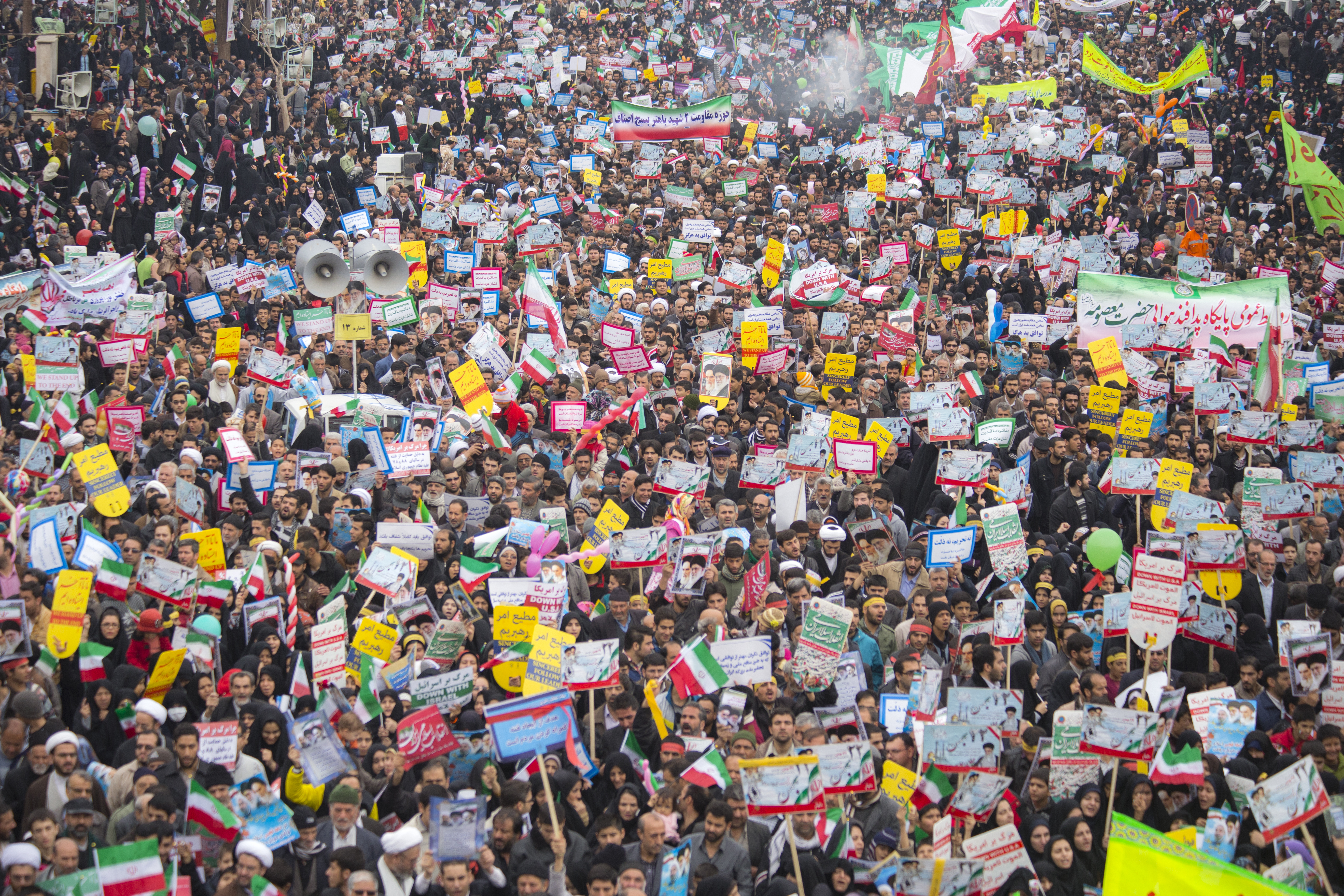
イスラム革命の記念日を祝う集団

集団（、古くは集團）は、複数の人間の空間的、目的的、心理的な集まりを指す。

## 概要
集団は一般的には2人以上の組織のような人間の集まりであるが、厳密には共通の目的を持ち、目的と目標を共有し、目的と目標達成の為に互助しようと努力し、役割の分担が集団の中に定め、振る舞い方の一定の基準が存在し、集団自己同一視する、と社会心理学においては定義されており、その中でも組織関係、コミュニケーション関係、心理関係だけを挙げて人間関係と呼称する。
まずその規模により部分集団と全体集団という分類がある。社会において小規模な集団としては家族集団、職場集団または地域集団などの部分集団があり、これらさまざまな機能を持つ集団が連結した結果生じる大規模な集団が国家のような全体集団となる。さらに行動時間によっても災害時のボランティア団体などのように一定の目的を達成して解散する一時的集団と政府機関や企業などのように恒久的な存立の根拠がある集団である永続的集団の分類もある。さらに公的集団と私的集団、統制的集団と非統制的集団、利益集団と共同集団という分類がある。
集団には個人の気侭な単独行動を規範、約束、慣習などによって抑制し、一定の枠の中にメンバーの行動を同質化しようとする働きがあるため、集団行動や集団態度といった特有の行動、反応を示す。

## 構成要素
集団凝縮性
集団メンバーに対して集団に留まり続けるよう働きかける総ての力を凝縮したものであり、働きかける力には、集団帰属感や満足感、構成する個々の人員への心理的こだわりなどがあげられる。その集団は通常においては「まとまり」がある集団とされる。
集団圧力
集団メンバーの考え方や志向、行動、好みなどを似通ったものあるいは同一にするよう働きかける力、従って集団が行使する「斉一性への強い圧力」（斉一性の原理）をいう。
集団目標とリーダーシップ
集団が望む、望ましい状態へと方向づける目標を「集団目標」と呼び、それがすみやかに達成されるように援助する行為を「リーダーシップ」という。
集団規範
特定の集団の中でそのメンバーが主に共有する判断の枠組み規範をいう。通常は明確な集団的な規範には強力な集団圧力が伴う。
- 政党・企業などの構成員は、集団の目的に賛同して加入するものであり、内部軋轢は比較的少ないとされるが、集団規範が存在するために社内的には暗黙の了解がある。1930年のシカゴ近郊のホーソン工場（ウェスタンエレクトリック会社の系列工場）において一年間心理学の研究者が観察した実験の結果、事実が明らかになった。現在でも産業界ではこの研究の一部が参考にされている。

## 集団行動
集団行動とは集団によって行われる行動であり、統制行動と非統制行動に大別される。統制行動とは集団において定められた一定の様式に統制された集団行動であり、その様式は例えば風習、慣行、規範などがある。風習は集団が生活するうえで必要な日常の約束である。また慣行は風習よりもより厳格な制裁を伴う強力な約束を指すものである。規範は集団の共有の利益を達成するために集団行動を統制するための手段であり、これに従う集団行動を同調行動と言う。
また一方で非統制行動は群衆行動とも呼ばれるものであり、何の統制もうけていない集団行動であり、厳密には群衆行動、乱衆行動、心理伝染に分けられる。群衆行動は一定の空間に集合する人間の群れであり、一時的に共通目的のために活動するが、成員は分業で組織化されておらず、永続的な集団意識がないために目標行動の後には解散する。また社会秩序を破壊することはない。しかし乱衆は危機的または緊急的な状況において社会秩序に従わない集団であり、その行動は攻撃（モップ）の乱衆行動と防御の乱衆行動（パニック）に分類できる。心理伝染とは範囲に限定されない噂やデマゴーグに影響された行動である。